# Naranjo (Comerío)
Naranjo es un barrio ubicado en el municipio de Comerío en el estado libre asociado de Puerto Rico. En el Censo de 2010 tenía una población de 1915 habitantes y una densidad poblacional de 183,33 personas por km².

## Geografía
Naranjo se encuentra ubicado en las coordenadas 18°13′42″N 66°11′36″O / 18.22833, -66.19333. Según la Oficina del Censo de los Estados Unidos, Naranjo tiene una superficie total de 10.45 km², de la cual 10.44 km² corresponden a tierra firme y (0.02%) 0 km² es agua.

## Demografía
Según el censo de 2010, había 1915 personas residiendo en Naranjo. La densidad de población era de 183,33 hab./km². De los 1915 habitantes, Naranjo estaba compuesto por el 77.34% blancos, el 8.25% eran afroamericanos, el 0.47% eran amerindios, el 0.05% eran asiáticos, el 9.4% eran de otras razas y el 4.49% pertenecían a dos o más razas. Del total de la población el 99.48% eran hispanos o latinos de cualquier raza.